# Milan Máčala
Milan Máčala (ur. 4 sierpnia 1943 w Biskupicach u Luhačovic) – piłkarz czeski, a po zakończeniu kariery trener.

## Kariera piłkarska
W swojej karierze piłkarskiej Máčala występował w takich klubach jak: TJ Gottwaldov (1965–1967), Viktoria Pilzno (1968–1970), TJ Vítkovice (1971–1974) i Sigma Ołomuniec (1975–1978).

## Kariera trenerska
Po zakończeniu kariery piłkarskiej Máčala został trenerem. Prowadził: Sigmę Ołomuniec, Slavię Praga, cypryjski AEK Larnaka, Baníka Ostrawa, reprezentację Czechosłowacji, kuwejcki Kazma SC, dwukrotnie reprezentację Kuwejtu, reprezentację Zjednoczonych Emiratów Arabskich, reprezentację Arabii Saudyjskiej, saudyjski An-Nassr, dwukrotnie reprezentację Omanu, Al Ain FC ze Zjednoczonych Emiratów Arabskich, a w 2007 roku został selekcjonerem kadry narodowej Bahrajnu.
W 1995 i 1996 roku Máčala został mistrzem Kuwejtu z Kazmą. W 1996 roku wraz z kadrą Kuwejtu zajął 4. miejsce w Pucharze Azji. W 2005 roku doprowadził Al Ain do finału Ligi Mistrzów (porażka w finale z Ittihad FC).